# گورگن‌لی (گرگر)
گورگن‌لی (به ترکی استانبولی: Gürgenli) (به کردی: Peşval) یک منطقهٔ مسکونی در ترکیه است که در گرگر، آدیامان واقع شده‌است.